# Leopoldstadt
Leopoldstadt este al II-lea cartier al Vienei.

## Geografie
Leopoldstadt se situează între Dunăre și  canalul Dunării,  Praterul ocupă o mare parte din acest cartier. Cartierul Leopoldstadt a fost creat pornind de la localitățile Leopoldstadt, Jägerzeile și Zwischenbrücken (care în parte se situează astăzi în sectorul Brigittenau). Există, de asemenea, cartiere tradiționale cu caracter propriu, între care cartierul Carmeliților, cartierul Stuwer sau Pratercottage.

## Istorie
Regiunea Leopoldstadt nu a fost locuită decât relativ târziu, cea mai mare parte a teritoriului fiind acoperit de o pădure mlăștinoasă traversată de Dunăre. Popularea regiunii a început spre 1450, în locul denumit Untere Werd

## Stema cartierului Leopoldstadt
Stema cartierului Leopoldstadt se compune din blazoanele vechilor comune independente care formează cartierul actual, Leopoldstadt, Jägerzeile și Zwischenbrücken.
În stânga, se află, în picioare, Sfântul Leopold, care simbolizează vechea localitate Leopoldstadt. Poartă o îmbrăcăminte albastră și o mantie de blană de hermină. Pe cap, poartă o pălărie a ducilor de Austria. În mâna stângă, ține drapelul Austriei Inferioare, iar în mâna dreaptă, o machetă a unei biserici, ceea ce reprezintă patronajul său asupra parohiei de Leopoldstadt.
În dreapta se află simbolul vechii localități Jägerzeile, care reprezintă un cerb Hubertus pe o pajiște verde. Cerbul poartă coarne de aur, între ele aflându-se o cruce de aur. Imagine a vânătorii, cerbul simbolizează domeniul regal de vânătoare care se afla aici.
În partea de jos a blazonului, se află simbolul vechii localități Zwischenbrücken, care arată o limbă roșie pe fond de argint, înconjurat de o aureolă decorată cu cinci stele. Este vorba de simbolul Sf. Ioan Nepomuk, sfânt patron al podurilor, care desemnează teritoriul „dintre podurile” Dunării.

## Personalități legate de Leopoldstadt

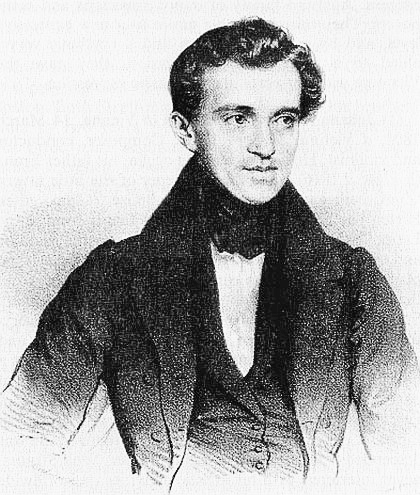
Johann Strauss (tatăl) (1804-1849), compozitor austriac celebru pentru Marșul lui Radetzky.

- Alfred Bader
- Basilio Calafati
- Carl Djerassi
- Bernd Fasching
- Viktor Frankl
- Theodor Herzl
- Lise Meitner
- Johann Nestroy
- Jura Soyfer
- Ursula Stenzel
- Johann Strauss (tatăl)
- Johann Strauss (fiul)
- Billy Wilder

## Galerie de imagini

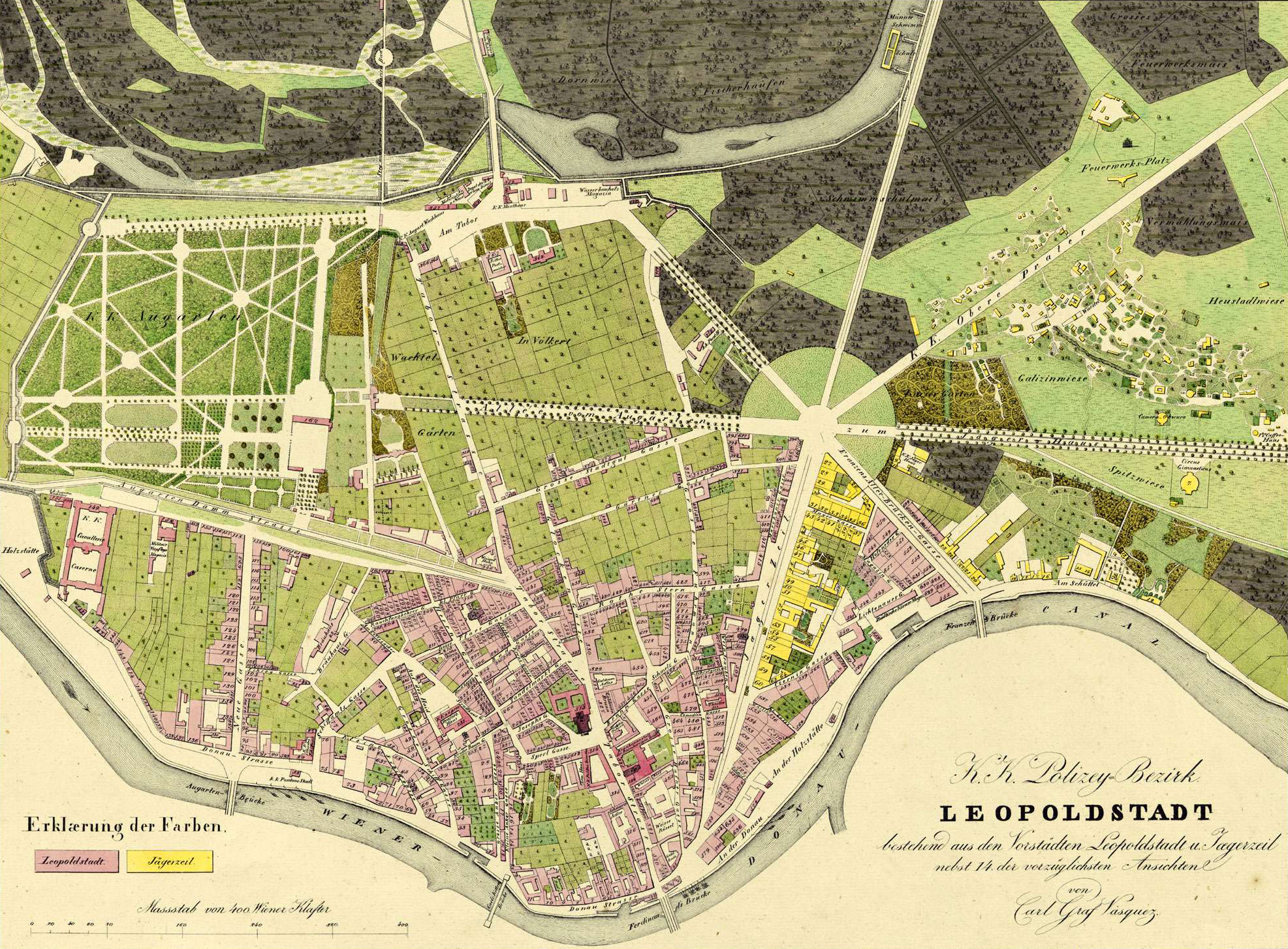
Leopoldstadt la 1830
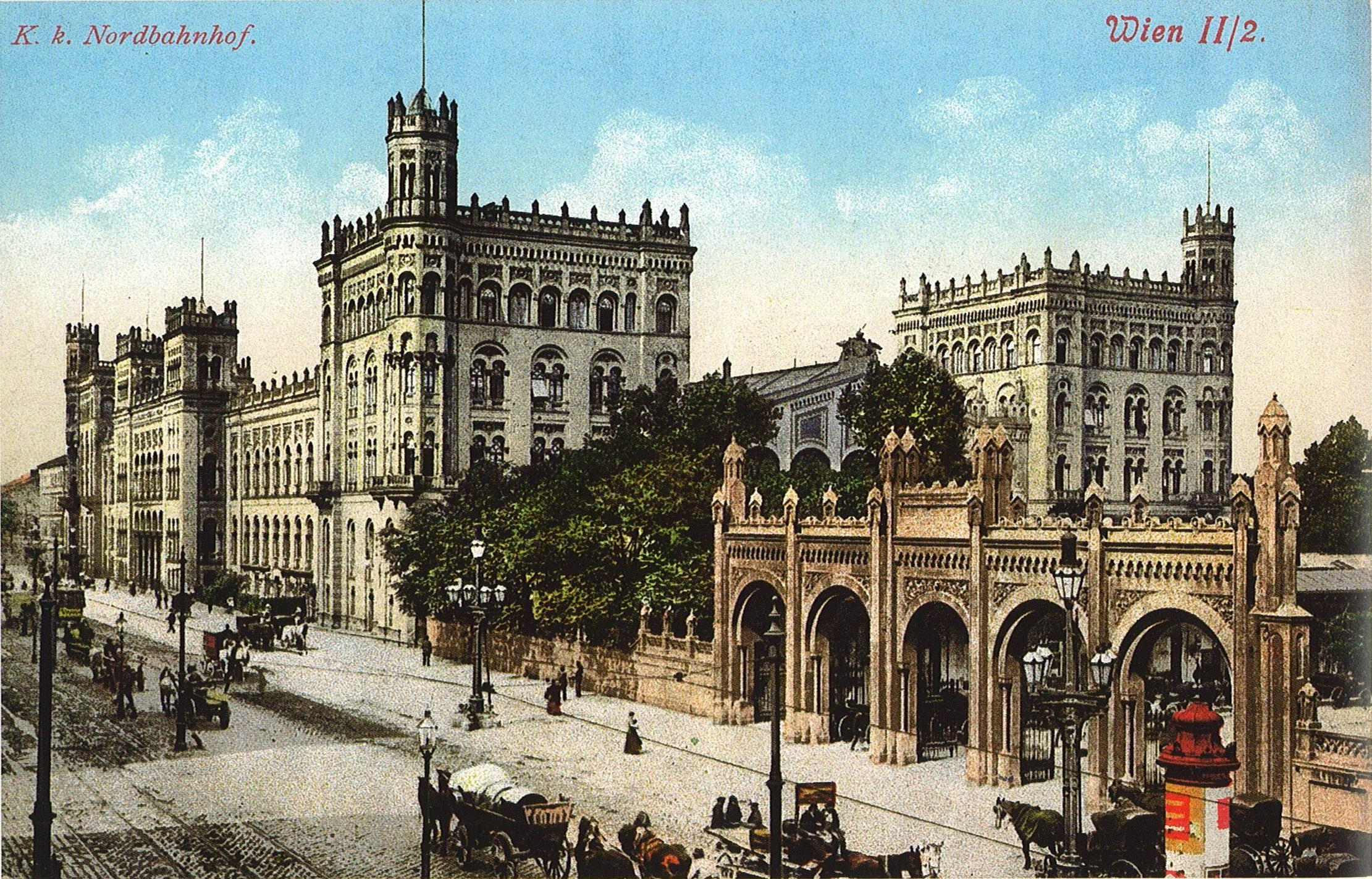
Gara de Nord din Viena (imagine din 1900)
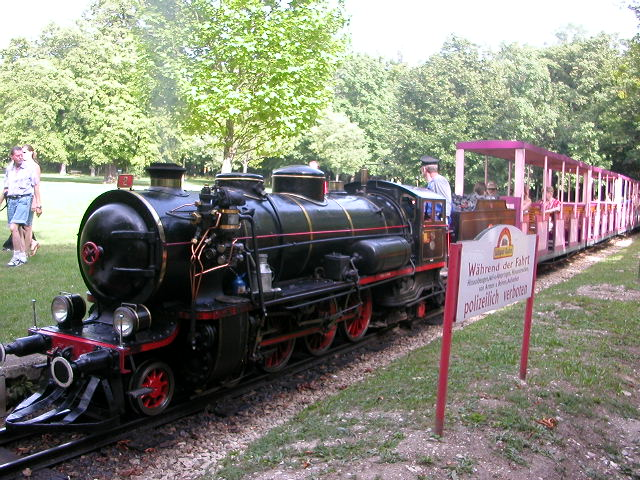
Liliputbahn
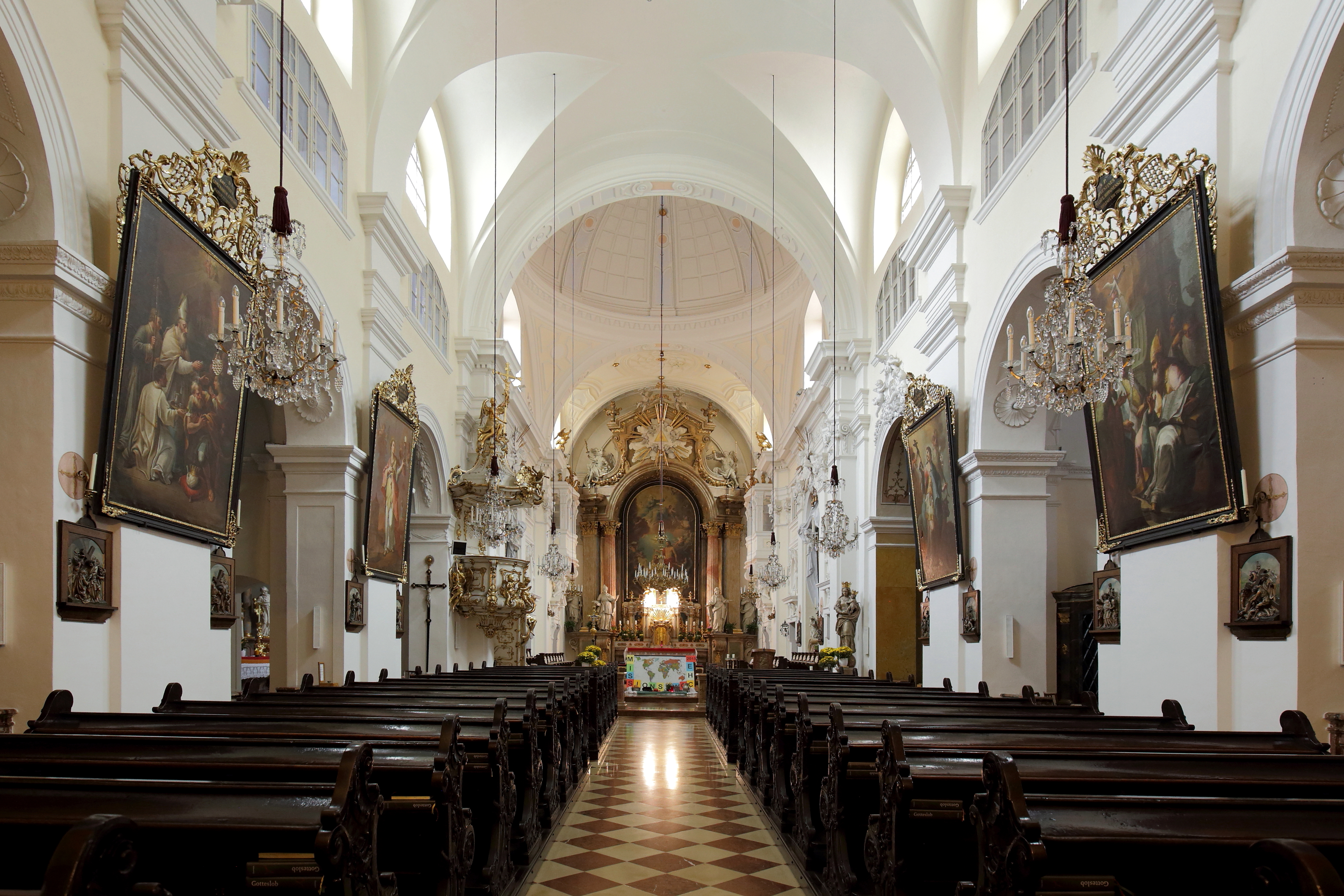
Biserica Barmherzigen Brüder